# Capricho
Capricho est une œuvre de musique de chambre de la compositrice française Michèle Reverdy, écrite en 1990.

## Contexte et création
Michèle Reverdy compose Capricho pour clarinette en si bémol seule. Le titre est une allusion à la série des Caprichos de Francisco de Goya. L'œuvre est écrite à la demande de Jesus Villa-Rojo. Elle est créée à Bilbao  par le commanditaire au cours du Festival MUSICA DEL SIGLO XX, le 11 novembre 1991.